# 24ste uitreiking van de Premios Goya
De 24ste uitreiking van de Premios Goya vond plaats in Madrid op 14 februari 2010. De ceremonie werd uitgezonden op TVE en werd gepresenteerd door Andreu Buenafuente.

## Winnaars en genomineerden
| Beste film | Beste regisseur |
| --- | --- |
| - Celda 211 - Ágora - El baile de la Victoria - El secreto de sus ojos | - Daniel Monzón — Celda 211 - Alejandro Amenábar — Ágora - Fernando Trueba — El baile de la Victoria - Juan José Campanella — El secreto de sus ojos |
| Beste acteur | Beste actrice |
| - Luis Tosar — Celda 211 - Ricardo Darín — El secreto de sus ojos - Jordi Mollà — El cónsul de Sodoma - Antonio de la Torre — Gordos | - Lola Dueñas — Yo, también - Penélope Cruz — Los abrazos rotos - Maribel Verdú — Tetro - Rachel Weisz — Ágora |
| Beste mannelijke bijrol | Beste vrouwelijke bijrol |
| - Raúl Arévalo — Gordos - Carlos Bardem — Celda 211 - Ricardo Darín — El baile de la Victoria - Antonio Resines — Celda 211 | - Marta Etura — Celda 211 - Pilar Castro — Gordos - Vicky Peña — El cónsul de Sodoma - Verónica Sánchez — Gordos |
| Beste debuterend acteur | Beste debuterend actrice |
| - Alberto Ammann — Celda 211 - Fernando Albizu — Gordos - Gorka Otxoa — Pagafantas - Pablo Pineda — Yo, también | - Soledad Villamil — El secreto de sus ojos - Nausicaa Bonnín — Tres dies amb la família - Leticia Herrero — Gordos - Blanca Romero — After |
| Beste origineel scenario | Beste bewerkt scenario |
| - Ágora — Alejandro Amenábar, Mateo Gil - After — Alberto Rodríguez Librero, Rafael Cobos - Gordos — Daniel Sánchez Arévalo - Los abrazos rotos — Pedro Almodóvar | - Celda 211 — Daniel Monzón, Jorge Guerricaechevarría - El baile de la Victoria — Fernando Trueba, Jonás Trueba, Antonio Skármeta - El cónsul de Sodoma — Joaquín Górriz, Miguel Dalmau, Sigfrid Monleón, Miguel Ángel Fernández - El secreto de sus ojos — Eduardo Sacheri, Juan José Campanella |
| Beste Hispano-Amerikaanse film | Beste Europese film |
| - El secreto de sus ojos — Argentinië - Dawson. Isla 10 — Chili - Gigante — Uruguay - La teta asustada — Peru | - Slumdog Millionaire — Danny Boyle - Bienvenue chez les Ch'tis — Dany Boon - Låt den rätte komma in — Tomas Alfredson - Entre les murs — Laurent Cantet |
| Beste debuterend regisseur | Beste animatiefilm |
| - Mar Coll — Tres dies amb la família - David Planell — La vergüenza - Borja Cobeaga — Pagafantas - Antonio Naharro, Álvaro Pastor — Yo, también | - Planet 51 - Animal channel - Cher ami - Pérez, el ratoncito de tus sueños 2 |
| Beste camerawerk | Beste montage |
| - Ágora — Xavi Giménez - After — Álex Catalán - Celda 211 — Carles Gus - El secreto de sus ojos — Félix Monti | - Celda 211 — Mapa Pastor - Ágora — Nacho Ruiz Capillas - El baile de la Victoria — Carmen Frías - Gordos — Nacho Ruiz Capillas, David Pinillos |
| Beste artdirector | Beste productiemanager |
| - Ágora — Guy Hendrix Dyas - Celda 211 — Antón Laguna - El baile de la Victoria — Verónica Astudillo - El secreto de sus ojos — Marcelo Pont | - Ágora — José Luis Escolar - Celda 211 — Alicia Tellería - Che - Guerrilla — Cristina Zumárraga - El baile de la Victoria — Eduardo Castro |
| Beste geluid | Beste speciale effecten |
| - Celda 211 — Sergio Burmann, Jaime Fernández, Carlos Faruolo - Ágora — Peter Glossop, Glenn Freemantle - El baile de la Victoria — Pierre Gamet, Nacho Royo-Villanova, Pelayo Gutiérrez - Mapa de los sonidos de Tokio — Aitor Berenguer, Marc Orts, Fabiola Ordoyo | - Ágora — Chris Reynolds, Félix Bergés - Celda 211 — Raúl Romanillos, Guillermo Orbé - REC² — Salvador Santana, Álex Villagrasa - Spanish Movie — Pau Costa, Lluís Castells |
| Beste kostuums | Beste grime en haarstijl |
| - Ágora — Gabriella Pescucci - El baile de la Victoria — Lala Huete - El cónsul de Sodoma — Cristina Rodríguez - Los abrazos rotos — Sonia Grande | - Ágora — Jan Sewell, Suzanne Stokes-Munton - Celda 211 — Raquel Fidalgo, Inés Rodríguez - El cónsul de Sodoma — José Antonio Sánchez, Paquita Núñez - Los abrazos rotos — Ana Lozano, Massimo Gattabrusi                                                                                         |
| Beste filmmuziek | Beste origineel nummer |
| - Los abrazos rotos — Alberto Iglesias - Ágora — Dario Marianelli - Celda 211 — Roque Baños - El secreto de sus ojos — Federico Jusid | - Yo, también — Guille Milkyway ("Yo también") - Agallas — Xavi Font, Arturo Vacquer, Javier Echániz, Juan Antonio Gil Bengoa ("Agallas vs. Escamas") - Planet 51 — Tom Cawte ("Stick to the man") - Spanish Movie — Gorka Hernando Menchaca ("Spanish Song")                                     |
| Beste korte film | Beste korte animatiefilm |
| - Dime que yo — Mateo Gil - La Tama — Martín Costa - Terapia — Nuria Verde - Lala — Esteban Crespo García | - La dama y la Muerte — Javier Recio - Alma — Rodrigo Blaas - Margarita — Álex Cervantes - Tachaaan — Carlos del Olmo, Miguel Ángel Bellot, Rafael Cano |
| Beste documentaire | Beste korte documentaire |
| - Garbo: el espía - La mirada de Ouka Leele - Cómicos - Últimos testigos: Fraga y Carrillo | - Flores de Ruanda — David Muñoz López - Doppelgänger — Óscar de Julián - Luchadoras — Benet Román - En un lugar del cine — Eduardo Cardoso |
| Ere-Goya | |
| Antonio Mercero | |

## Prijzen per film
| Film                     | Nominaties | Prijzen |
| ------------------------ | ---------- | ------- |
| Celda 211                | 16         | 8       |
| Ágora                    | 13         | 7       |
| El baile de la Victoria  | 9          | 0       |
| El secreto de sus ojos   | 9          | 2       |
| Gordos                   | 8          | 1       |
| El cónsul de Sodoma      | 5          | 0       |
| Los abrazos rotos        | 5          | 1       |
| Yo, también              | 4          | 2       |
| After                    | 3          | 0       |
| Tres dies amb la família | 2          | 1       |
| Planet 51                | 2          | 1       |
| Pagafantas               | 2          | 0       |
| Spanish Movie            | 2          | 0       |